# Amstel Gold Race 1989
L'Amstel Gold Race 1989, ventiquattresima edizione della corsa, valida per la Coppa del Mondo, si svolse il 22 aprile 1989 su un percorso di 242 km da Heerlen a Meerssen. Fu vinta dal belga Eric Van Lancker, che terminò in 5h 59' 49".

## Ordine d'arrivo (Top 10)
| Pos. | Corridore          | Squadra        | Tempo    |
| ---- | ------------------ | -------------- | -------- |
| 1    | Eric Van Lancker   | Panasonic      | 5h59'49" |
| 2    | Claude Criquielion | Hitachi-Merckx | a 19"    |
| 3    | Steve Bauer        | Helvetia       | s.t.     |
| 4    | Nico Verhoeven     | PDM-Ultima     | s.t.     |
| 5    | Mauro Gianetti     | Helvetia       | a 22"    |
| 6    | Per Pedersen       | R.M.O.-Mavic   | a 1'45"  |
| 7    | Marc Madiot        | Toshiba        | s.t.     |
| 8    | Jozef Lieckens     | Hitachi-Merckx | a 1'47"  |
| 9    | Eddy Planckaert    | AD Renting     | s.t.     |
| 10   | Adrie van der Poel | Domex          | s.t.     |